# Miqqiayuuq
Le miqqiayuuq (en syllabaire inuktitut : ᒥᖅᕿᐊᔫᖅ, /mi.kki.aj.uːk/[réf. nécessaire]) est une créature légendaire du folklore des Inuits de la région orientale de la baie d'Hudson.

## Forme
La créature se présente sous la forme d'un être gigantesque, poilu et sans visage, évoluant dans les profondeurs de l'eau glaciale et dans les lacs gelés,.

## Comportement
Elle arrive au bord de l'eau et attend que les seaux soient abaissés pour recueillir de l'eau douce ou pour les emmêler et empêcher l'eau de s'y infiltrer.[pas clair]